# Эволюция лошади
Эволюция лошадей хорошо прослеживается по ископаемым, которые показывают, как небольшое (высота в холке 20 см) лесное животное гиракотерий, обладавшее пальцами вместо копыт, за 50 миллионов лет превратилось в крупных копытных обитателей открытых пространств.
Считается, что первые лошади появились в Северной Америке, а потом после миграций распространились по Евразии и Южной Америке. В Евразию они, видимо, перебрались через сухопутный мост, существовавший на месте современного Берингова пролива. В процессе эволюции лошади становились крупнее, у них появились копыта, в результате эволюция дошла до появления современной лошади.
По данным генетиков, линия Equus, породившая всех современных лошадей, зебр и ослов, возникла около 4—4,5 млн лет назад.
Расцвет собственно лошадей начался во второй половине плиоцена (3-2,5 млн лет назад). Они заселили степи в Северной Америке, Евразии, Африке, а род Hippidion проник в Южную Америку.
В Северной Америке лошади вымерли несколько тысяч лет назад, прежде чем в ходе европейской колонизации в XVI веке снова были ввезены представители видов домашняя лошадь и осёл. Одичавшие популяции ввезённых лошадей стали известны как мустанги. Подобный процесс имел место также в Австралии, в которой до этого никогда не было представителей рода лошадей.

## Этапы эволюции лошади

### Hiracotherium (Eohippus)— первобытная лошадь
Эволюция лошадей началась в эоцене, около 55 миллионов лет назад. В то время существовал гиракотерий — предок всех нынешних лошадей, маленький зверёк с высотой в плечах всего 20 см, разжёвывавший своими мелкими зубами листья и фрукты. Жил в лесах. Гиракотерий нисколько не напоминал сегодняшних лошадей. У этого зверька были выгнутая спина, короткая шея и морда, короткие ноги и длинный хвост. Его походка напоминала собачью, но у него уже имелись маленькие копыта. Череп и объём мозга были относительно малые. Имел 18 пар рёбер. На передних лапах было по четыре пальца, на задних — по три. Каждый палец имел коготь или копытца. Зубы мелкие, с низкими коронками. Имел 3 резца, 1 клык, 4 премоляра и 3 моляра на каждой стороне верхней и нижней челюсти. Возможно, что спасаться от хищников ему помогал маскировочный окрас.

### Orohippus
Около 50 миллионов лет назад из гиракотериев выделился род Orohippus (орогиппус). Прежде всего, изменились конечности (появились копытца, развились кости средних пальцев) и зубы (имели 3 премоляра и 4 моляра), орогиппус предпочитал более твёрдую растительную пищу. Имел 15 пар рёбер, маленькую гриву. Хвосты, обросшие редкими волосами, развевались на воздухе.

### Epihippus
Три миллиона лет спустя орогиппусы эволюционировали в новый род Epihippus (эпигиппус). Имел 2 премоляра и 5 коренных зубов.
Тем временем климат существенно изменился, в Северной Америке стало засушливее, леса сократились, уступая место открытым саваннам. Это было ключевым событием в эволюции лошадей, так как они были вынуждены приспосабливаться к новым условиям. Они стали крупнее, что позволяло им быстрее передвигаться, а также полностью переключились на травяную пищу.

### Mesohippus
40 миллионов лет назад сформировался род Mesohippus (мезогиппус). Высота в холке у этой лошади была около 60 см, спина более не была выгнутой, как у её предков, а ноги, шея и морда стали длиннее. Изменилось также строение его копыт. Увеличился размер мозговых полушарий. Именно на этом этапе лошади начинают утрачивать камуфляжную окраску — она сохраняется только на крупе.

### Miohippus
Около 35 миллионов лет назад мезогиппус перешёл в род Miohippus, представители которого стали ещё больше, а их морды дополнительно вытянулись.

### Parahippus
23 миллиона лет назад возник род Parahippus. У этого зверя были более приспособленные зубы и всего лишь по три пальца, сросшихся в копыто.

### Merychippus
Потомками парагиппусов стали представители рода Merychippus, появившиеся 17 млн лет назад. В холке достигали до одного метра. Их череп уже напоминал череп современных лошадей, а объём мозга значительно увеличился. Стал больше угол зрения, шея стала длиннее. Начинает развиваться лошадиное копыто. Род Merychippus разделился на несколько эволюционных линий, некоторые из которых вымерли.

### Pliohippus
Плиогиппус — первый однопалый предок лошади. Появился 10 млн лет назад. Рост — приблизительно 1,2 м в холке. Имел сильные связки ног. Имел 19 пар рёбер. Окаменелости Pliohippus найдены в большинстве слоев миоцена в окрестностях Колорадо, Великих равнин США (штат Небраска и Дакота) и в Канаде.

### Equus(род лошади)
После промежуточного звена под названием Dinohippus около 4 миллионов лет назад появились лошади рода Equus. Ранний Equus имел зеброидные полоски по телу и короткую голову, подобную ослиной. Окаменелости современных лошадей найдены на каждом континенте, кроме Австралии и Антарктиды. Ранние лошади были размером с пони.